# Kanton Diekirch
Kanton Diekirch (francouzsky Canton de Diekirch, německy Kanton Diekirch, lucembursky Kanton Dikrech) se rozkládá na severu Velkovévodství lucemburského.

## Geografie a populace
Na severu sousedí s kantony Clerf a Vianden, na východě s kantonem Echternach a s německou spolkovou zemí Porýní-Falc, na jihu s kantonem Mersch a na západě s kantony Redingen a Wiltz.
Kanton má rozlohu 214,93 km² a žije v něm celkem 31 819 obyvatel (2016). Je složen z 10 obcí:
- Bettendorf (2659)
- Burscheid (1751)
- Diekirch (6896)
- Ernztalgemeinde (2570)
- Erpeldingen an der Sauer (2572)
- Ettelbrück (8541)
- Feulen (1903)
- Mertzig (2080)
- Reisdorf (1121)
- Schieren (1902)